# Matilde Montoya

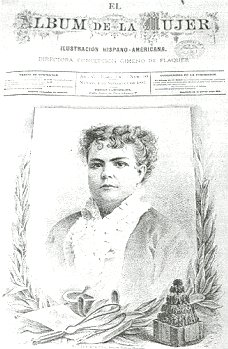
Matilde Montoya

Matilde Petra Montoya Lafragua (* 14. März 1859 in Mexiko-Stadt, Mexiko; † 26. Januar 1938 ebenda) war eine mexikanische Medizinerin. Sie war eine der ersten Mexikanerinnen, die ein Medizinstudium absolvierte und 1887 ihren Doktortitel erlangte.

## Leben und Werk

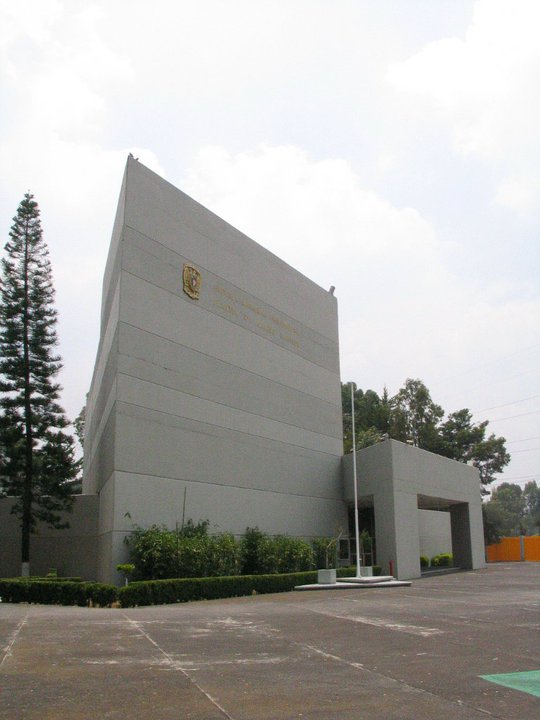
Blick auf das Auditorium Matilde P. Montoya Lafragua der Escuela Nacional Preparatoria 1 in Mexiko-Stadt

Montoya war eines von drei Kindern von Soledad Lafragua und José María Montoya. Sie wuchs jedoch als Einzelkind auf, da ihr älterer Bruder bei der Großmutter lebte und ihre Schwester früh starb. Bereits mit vier Jahren lernte sie lesen und schreiben, und dank der Unterstützung ihrer Mutter schloss sie ihre Grundschule mit zwölf Jahren ab. Da sie für die weiterführende Schule zu jung war, wurde ihr der Zugang verweigert, und ihre Mutter setzte ihre Ausbildung privat fort. Mit 13 Jahren begann sie eine Ausbildung zur Hebamme an der mexikanischen Schule für Geburtshilfe und Hebammenwesen, die der Facultad de Medicina (Universidad Nacional Autónoma de México) angeschlossen war. Sie praktizierte in einem Krankenhaus in der südmexikanischen Stadt San Andrés Cholula, musste diese Tätigkeit jedoch aufgrund finanzieller Probleme ihrer Familie nach dem Tod ihres Vaters vorübergehend aufgeben.

## Medizinische Ausbildung
Montoya erlangte mit 16 Jahren ihre Qualifikation als Hebamme, indem sie ihre Ausbildung im Bundesstaat Puebla in einem Entbindungsheim abschloss, das sich um unverheiratete Mütter kümmerte. Sie begann als chirurgische Assistentin zu arbeiten und nahm Privatunterricht in den naturwissenschaftlichen Fächern, die sie in der Schule verpasst hatte. Zu der Zeit war es Frauen in Mexiko nicht möglich, eine Ausbildung zur Ärztin zu absolvieren. Montoya bewarb sich an der Nationalen Medizinischen Fakultät in Mexiko-Stadt und obwohl ihre erste Bewerbung abgelehnt wurde, wurde sie 1882 schließlich von dem Direktor der Einrichtung, Francisco Ortega, angenommen.
Ihre Zulassung stieß an der Universität auf Ablehnung. Einige Chirurgen und Studenten versuchten sie mit der Begründung, dass nur männliche Studenten zugelassen seien, von der Universität zu verweisen. Diese Einwände führten zu ihrem Ausschluss von der Universität, und ihr wurde verboten, ihr Studium fortzusetzen. Montoya schrieb einen Brief an den mexikanischen Präsidenten Porfirio Díaz, in dem sie ihre Wiederaufnahme an der Universität und die Zulassung zu ihren Prüfungen forderte. Diaz war ein Verfechter des Bildungsrechts von Frauen der Mittel- und Oberschicht. Er wies die Universitätsleitung an, ihr die Fortsetzung ihres Studiums zu gestatten.
1887 schloss Montoya ihr Medizinstudium ab und wurde die erste Ärztin Mexikos. Präsident Díaz und seine Frau nahmen an der Zeremonie teil, um ihr zu ihrer Auszeichnung als Ärztin für Chirurgie und Geburtshilfe zu gratulieren. Die Presse würdigte sie als erste Medica Mexikos. Montoya praktizierte bis zu ihrem Lebensende als Ärztin und spezialisierte sich auf Gynäkologie und Kinderheilkunde. Sie betrieb zwei Privatpraxen in Mexiko-Stadt und berechnete ihren Patienten nur das, was sie sich leisten konnten.
Sie beteiligte sich an Frauenvereinigungen wie Ateneo Mexicano de Mujeres und Las Hijas de Anáhuac, wurde jedoch nicht zu medizinischen Vereinigungen oder Akademien eingeladen, da diese ausschließlich Männern vorbehalten waren. Erst 1957 wurde Rosario Barroso Moguel als erste Frau in die Nationale Medizinische Akademie aufgenommen.
Montoya setzte sich weiterhin für den gleichberechtigten Zugang von Frauen zur Bildung ein. 1923 vertrat sie Mexiko auf der Zweiten Panamerikanischen Frauenkonferenz in Mexiko-Stadt und gründete 1925 gemeinsam mit Aurora Uribe die Mexikanische Vereinigung der Ärztinnen.
Montoya starb 1939 im Alter von 79 Jahren in Mexiko-Stadt. Sie war nie verheiratet, adoptierte aber vier Kinder.

## Ehrungen (Auswahl)
- Am 14. März 2019 wurde anlässlich des 160. Geburtstags Matilde Montoyas ein Google Doodle veröffentlicht.[8]